# Hodnost
Hodnost motora je parametar kojim se iskazuje vrijednost srednje stapne brzine. Po tom kriteriju razlikujemo:
- sporohodne strojeve (srednja stapna brzina je do 6 m/s)
- srednjehodne strojeve (srednja stapna brzina je od 6 m/s do 12 m/s)
- brzohodne strojeve (srednja stapna brzina je preko 12 m/s)

U upotrebi se vrlo često mijenja izraz hodnosti i kretnosti, koji su u stvarnosti vrlo različiti.